# Snijblussysteem
Een snijblussysteem is een blustechniek voor de brandweer die in Zweden werd ontwikkeld door Cold Cut Systems Svenska AB in 1988. In deze techniek wordt water onder druk met abrasief materiaal gecombineerd. Met deze combinatie kan door vaste objecten gesneden worden.  Hierdoor kunnen brandweerlieden van buiten het brandend compartiment de blusactie starten.
Door middel van het abrasief materiaal en de waterstraal onder druk wordt er een kleine opening gecreëerd. Nadien wordt er overgeschakeld op de verneveling van het water zodat de brand van buitenaf wordt bestreden. Dit heeft als voordeel dat brandweerlieden zich niet in het brandend compartiment hoeven te begeven, waardoor veel risico's worden geëlimineerd. Door de kleine opening wordt de aanvoer van zuurstof verminderd waardoor de kans op een flashover en een backdraft wordt beperkt, zeker in vergelijking met het openen van een deur om de brandhaard te bestrijden.